# Friedrich Ris
Friedrich Ris (1867 Glarus – 30. ledna 1931 Rheinau) byl ředitel psychiatrické kliniky ve Rheinau a švýcarský odonatolog.

## Život
Rodiči Friedricha Rise byli Friedrich Ris, obchodník z curyšské čtvrti Fluntern a Maria Schmid.
Ris navštěvoval gymnázium v Curychu. Poté od roku 1885 studoval na Univerzitě v Curychu, studium ukončil 3. května 1890. Promován byl 24. června 1890. Jeho disertační práce nesla název Klinischer Beitrag zur Nierenchirurgie... (VZU 725).
Pracoval jako psychiatr a entomolog v jihošvýcarském městě Mendrisio a v období 1898 až 1931 byl ředitelem psychiatrické kliniky ve Rheinau. Od roku 1930 byl čestným členem „Přírodovědné společnosti“ ve Schaffhausenu (Naturforschende Gesellschaft Schaffhausen).
Jeho autorská značka je „Ris.“.

## Dílo
Ris poprvé popsal, respektive vytvořil:
- rody:
  - Archaeophlebia
  - Argyrothemis
  - Eothemis
  - Eleuthemis
  - Elga
  - Hylaeothemis
  - Notiothemis

- druhy
  - Allorhizucha campioni
  - Anatya januaria
  - Brachidyplax chalybea flavovittata
  - Brachidyplax chalybea simalura
  - Brachygonia ophelia
  - Claophlebia interposita
  - Eothemis zygoptera
  - Eleuthemis buettihofferi buettihofferi
  - Elga leptostyla
  - Micrathyria artemis
  - Micrathyria dictynna
  - Micrathyria hesperis
  - Micrathyria hippolyte
  - Micrathyria mengeri
  - Notiothemis jonesi
  - Perithemis waltheri
  - Rhyothemis mariposa
  - Rhyothemis phyllis marginata
  - Rhyothemis regia exul
  - Rhyothemis severini
  - Tauriphila argo
  - Tauriphila xiphea
  - Tetrathemis iregularis dives
  - Zenithoptera viola